# Suite périodique
En mathématiques, une suite périodique est une suite dont les termes sont obtenus par la répétition d'un même motif d'une ou plusieurs valeurs. La période est alors la taille du plus petit motif dont la répétition engendre la suite. En particulier, les suites constantes sont les suites périodiques de période 1.
De telles suites apparaissent notamment dans le développement décimal des nombres rationnels. Plus exactement, un nombre réel est rationnel si et seulement si son développement décimal est périodique à partir d'un certain rang.